# Nakamura Ken’ichi

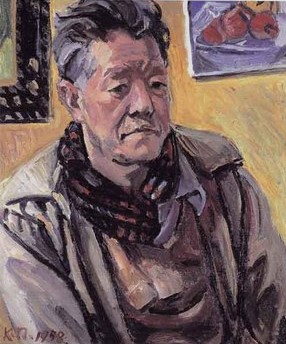
Nakamura Ken’ichi, Selbstporträt, 1958

Nakamura Ken’ichi (japanisch 中村 研一; geb. 14. Mai 1895 in Kitakyūshū; gest. 28. August 1967) war ein japanischer Maler der Yōga-Richtung während der Taishō- und Shōwa-Zeit.

## Leben und Werk
Nakamuras erster Lehrer war Aoyama Kumaji (青山 熊治; 1886–1932). 1914 ging er nach Kyōto und studierte weiter unter Kanekogi Takeshirō (鹿子木 孟郎; 1874–1941), zog aber im folgenden Jahr nach Tōkyō. Dort bildete er sich zunächst weiter im Hongo Kunstinstitut (本郷絵画研究所 Hongō kaiga kenkyūjo), erhielt dann die Zulassung zur staatlichen Kunstakademie Tōkyo (東京美術学校 Tōkyō bijutsu gakkō), Vorläufereinrichtung der heutigen Geidai. 1919 konnte er Bilder auf der Ausstellung der Kōfū-kai (光風会) zeigen, im folgenden Jahr auf der 2. staatlichen Teiten -Ausstellung. Danach stellte er weiter vor allem auf der Teiten aus.
1923 ging Nakamura nach Paris. Dort wurde er von dem Maler Maurice Asselin (1882–1947) entscheidend beeinflusst. 1927 wurde er Mitglied in der Société du Salon d’Automne, 1928 kehrte er nach Japan zurück. 1937 besuchte er England, dann war er während des Pazifikkriegs in China und Südostasien als Kriegsmaler tätig.
1920 war Nakamura zur Ausbildung für die Reserve einberufen worden, war aber schon im folgenden Jahr wegen Krankheit ausgeschieden. 1938 wurde er nach Shanghai geschickt, um dort als Kriegsmaler, zusammen mit Mukai Junkichi und anderen tätig zu werden. In demselben Jahr wurde mit Unterstützung von Fujishima Takeji, Kawabata Ryūshi, Koiso Ryōhei und anderen die „Vereinigung der Kriegsmaler der Landstreitkräfte Großjapans“ (大日本陸軍従軍画家協会 Dai-Nihon rikugun jūgun gaka kyōkai) gegründet, mit General Matsui Iwane als Vorsitzendem und Fujishima als Stellvertreter. Die darauf entstehenden Kriegsbilder wurden wegen ihrer Qualität gerühmt.
Nach dem Krieg stellte Nakamura vor allem auf den Ausstellungen der Kōfū-kai aus. – Zu seinen repräsentativen Werken zählen das Bild „Zeit der Abkühlung“ (涼しきひま Suzushisa hima; 1921), das auf der 3. Teiten ausgezeichnet wurde, „Geschwistergruppe“ (弟妹集ふ Teimai tsudou; 1930), das den Preis der Akademie der Künste erhielt, das Kriegsbild „Kota Bharu“ (コタ・バル Kota Baru; 1942), das den Asahi-Kulturpreis bekam, und „Traum von Saigon“ (サイゴンのゆめ Saigon no yume; 1947).
Zum Gedenken an Nakamura wurde von der Stadt Koganei um sein Atelier herum ein Museum gebaut und im Jahr 2006 eröffnet, das „Hake-no-Mori-Museum“ (はけの森美術館 Hake no mori bijtsukan).

## Bilder

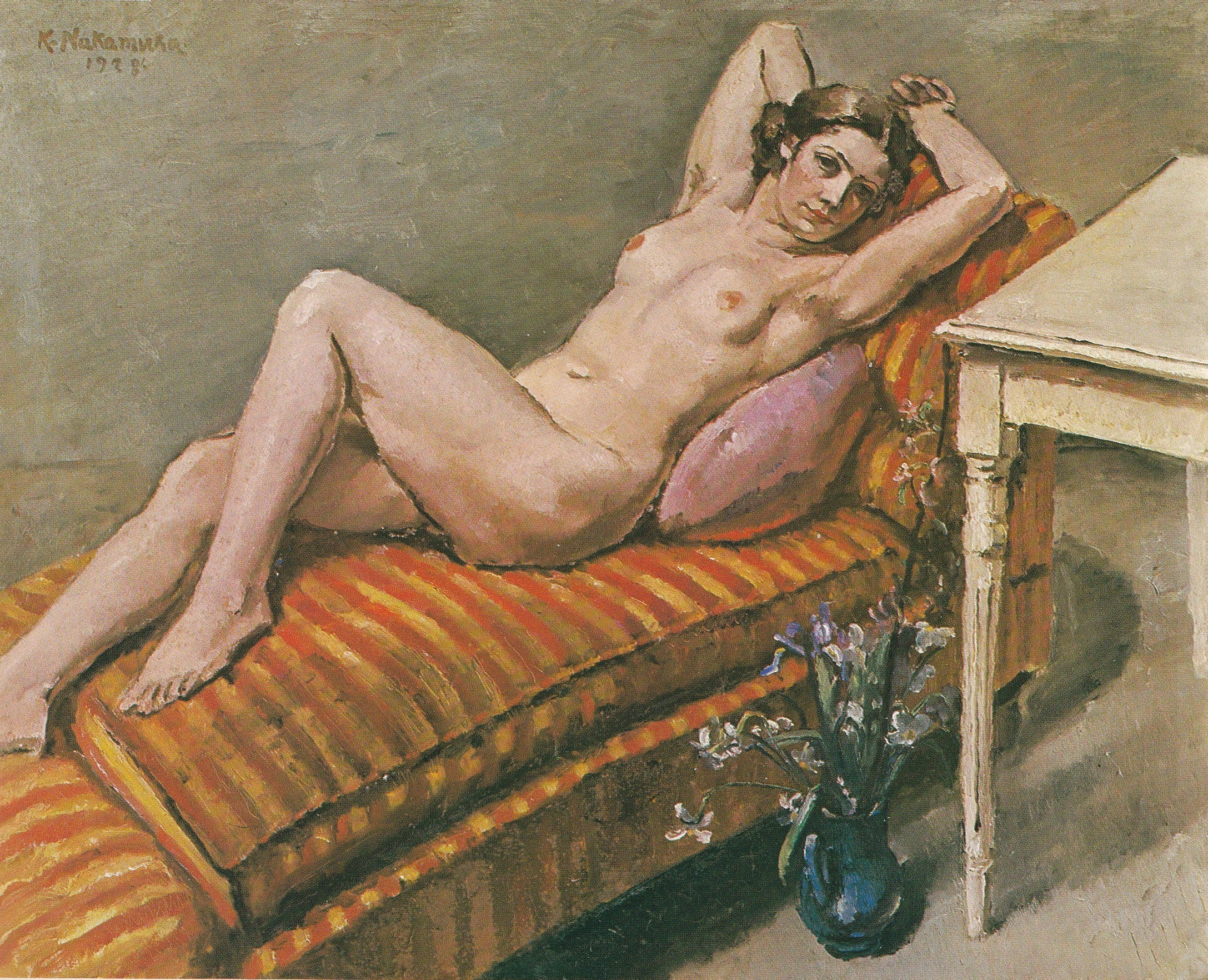
Französin, 1928
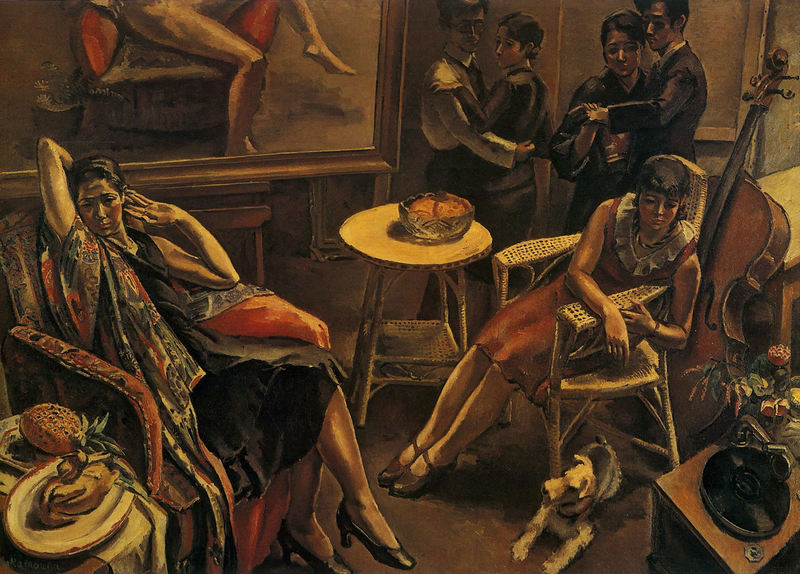
Versammlung, 1930
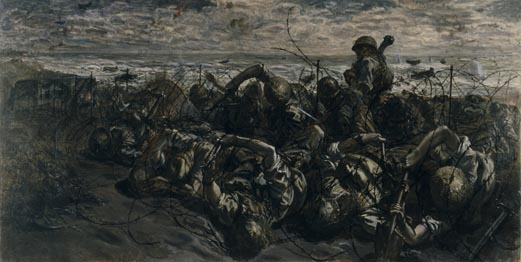
Landung auf Kota Bharu, 1942
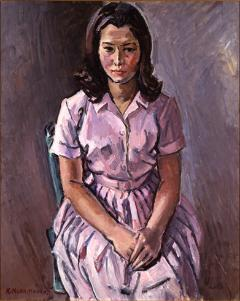
Junge Frau, 1954
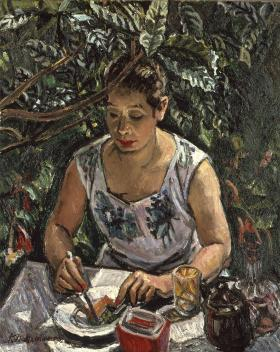
Im Grünen